# Luciano Pietronero
Luciano Pietronero (Roma, 15 dicembre 1949) è un fisico italiano.

## Biografia
Luciano Pietronero si è laureato in Fisica nel 1971 a Roma. Dopodiché si è trasferito presso lo Xerox Research Center Webster di New York e successivamente al Brown Boveri Research Center, dove è rimasto fino al 1983. Da lì si è trasferito al Dipartimento di Fisica dell'Università di Groninga come professore di fisica dello stato solido fino al 1987. Attualmente è professore ordinario di Fisica della Materia Condensata, Università di Roma "La Sapienza".
Nel 2007 è stato il presidente a Genova della 23ª edizione della conferenza STATPHYS e nel 2008 ha vinto il premio Enrico Fermi, il più importante della Società Italiana di Fisica.

## Ricerca
È autore o coautore di circa 350 pubblicazioni scientifiche, per lo più sulle principali riviste scientifiche internazionali, come N Nature, Phys. Rev. Letters, Rev. Mod. Phys., Physics Reports, Phys. Rev. B ed E; Europhys. Lett., Physica A; J. of Physics ecc... (superiore a 5000 ISI citazioni). È anche autore di un volume monografico ed editor di diversi volumi di proceedings. Nel 1987 ha introdotto il concetto di cosmologia frattale. 

## Istituto dei sistemi complessi
Nel 2004 ha fondato l'Istituto dei sistemi complessi (ISC) del CNR. L'istituto comprende più di 200 scienziati (in varie zone di Roma e Firenze) provenienti da diversi gruppi del CNR, INFM, INOA e università.

## Libri
- Statistical Physics for Cosmic Structures, di A. Gabrielli, F. S. Labini, M. Joyce e L. Pietronero, pubblicato da Springer nel 2004.
- Complessità ed altre storie, Di Renzo Editore 2007.